# Suzuki SV 1000
SV 1000 S – motocykl firmy Suzuki, produkowany od 2003 do 2007 roku.
SV1000 występuje zasadniczo w dwóch wersjach naked SV1000 i sportowa obudowana SV1000S. W 2005 roku została wypuszczona krótka seria specjalna SV1000SZ, gdzie pług zastąpiono w pełni obudowanymi bokami – całość w charakterystycznym biało-niebieskim malowaniu GSX-R.
Motocykl w praktycznie niezmienionej wersji produkowany był do 2008 roku. Produkcja została wstrzymana z powodu niespełnienia przez motocykl normy EURO4.
Charakterystyczny dla SV jest odsłonięty silnik V-Twin o niepowtarzalnym dźwięku.

## Dane techniczne
Materiały eksploatacyjne
- Olej silnikowy, motocyklowy 4T o lepkości 10W40 klasy API SF lub SG (wymiana z filtrem 2900 ml, bez filtra 2700 ml)
- Płyn chłodniczy w ilości 2200 ml